# Claire Felsenburg
Claire Felsenburg (27. März 1911 in Lemberg – 2. Juli 2002 in Denver, Colorado) war eine österreichische Emigrantin auf der Flucht vor dem Nationalsozialismus und Buchautorin.

## Leben
Die Eltern von Claire, eigentlich Clara, waren Jetty und Mauricy Sontag. Sie hatte vier Geschwister. Die kleine Claire flüchtete 1914 mit den Eltern nach dem Ausbruch des Ersten Weltkriegs und dem Herannahen der Russischen Armee über Budapest nach Wien, im stinkenden Viehwaggon. Dort wohnte die Familie in Elendsquartieren auf der sogenannten Mazzesinsel, oft ungeheizt. Claire besuchte die Volks- und Bürgerschule in der Karajangasse in der Brigittenau und absolvierte danach einen Schnellkurs für Stenotypie und Maschinenschreiben. Ihre Mutter war sehr sozial eingestellt und eröffnete eine Armenausspeisung. Später brachte die Mutter, nach der Scheidung vom jähzornigen Mann, ihre Familie mit Schneiderarbeiten durchs Leben. Oft reichte das Geld nicht für den Strom, manchmal auch nicht für die Miete. Ab 1927 arbeitete Claire in der Anwaltskanzlei Dr. Fürth. 1936 heiratete sie den Journalisten Walter Felsenburg (1904–2004), einen Onkel zweiten Grades der späteren Literatur-Nobelpreisträgerin Elfriede Jelinek, der seit 1923 als Gerichtssaal-Berichterstatter tätig war. Er vermittelte ihr Aufträge von Tageszeitungen. Zuletzt wohnte das Paar gemeinsam mit Claires Schwiegermutter, Flora Felsenburg, in der Liechtensteinstraße 56 im Alsergrund.
Im Juli 1938 flüchteten Walter und Claire vor den Nationalsozialisten nach Zürich und 1939 weiter nach Cambridge in England. Die Schwiegermutter wollte Wien nicht verlassen. Claire Felsenburg arbeitete im Exil zuerst als Hausgehilfin, war dann als Hilfsarbeiterin in der Landwirtschaft tätig und führte ab 1943 eine Frühstückspension, besuchte aber parallel dazu auch eine Kunstschule. 1944 wurde Tochter Dorothy geboren. Schließlich erreichte sie die Nachricht, dass ihre Mutter in Auschwitz ermordet worden war. Eine ihrer Schwestern, Lotte, später Ehefrau von Hugo Brainin, überlebte Auschwitz, die anderen Geschwister konnten sich alle, teils unter dramatischen Umständen, in die Emigration retten. Das Ehepaar entschloss sich, Europa zu verlassen und emigrierte im Januar 1949 in die USA. Claire Felsenburg versuchte sich zunächst in Los Angeles als Modezeichnerin und -entwerferin. Das Paar ließ sich schließlich in Denver nieder. Von 1952 bis zu ihrer Pensionierung arbeitete sie als Sekretärin. Sie lebte bis zu ihrem Tod mit ihrem Mann in Denver.
Zum Gedenken an ihre Mutter schrieb sie ein Buch. Claire Felsenburgs Erzählstil wird als „zurückhaltend, ja nahezu vornehm“ geschildert. Cornelia Niedermeier resümierte im Standard, „in der geradlinigen Schlichtheit ihrer blank geputzten Sprache, im Bemühen um Korrektheit, in der unliterarischen Authentizität sind die Erinnerungen Claire Felsenburgs, die im Juli dieses Jahres gestorben ist, eines der beeindruckendsten Bücher dieses Winters“.

## Zitat
„Es war um Mitternacht, ein Meer von Lichtern und kleinen Booten schienen die Ankunft des dänischen Schiffes Batory willkommen zu heißen. Sie waren überrascht und erstaunt, die Freiheitsstatue mit hoch erhobener, hell erleuchteter Fackel großmächtig vor sich zu sehen. Die ewigen Wanderer sollten nun endlich zur Ruhe kommen.“

## Buchpublikation
- Flüchtlingskinder. Erinnerungen, Theodor Kramer Gesellschaft, Wien 2002, ISBN 978-3-901602-17-7, hg. von Konstantin Kaiser und Robert Sommer, mit einem Vorwort von Elfriede Jelinek.